# Al Ghaydah
Al Ghaydah (en árabe: الغيضة) es una ciudad de Yemen, capital de la gobernación de Al Mahrah en el sudeste del país.
En diciembre de 2017, Arabia Saudita comenzó a estacionar tropas en el aeropuerto internacional de Al-Ghaydah, como parte de sus fuerzas de intervención en Yemen. Tras meses de protestas, las fuerzas saudíes devolvieron el control del aeropuerto a los funcionarios yemeníes en julio de 2018.